# Сіябкун
Сіябкун (перс. سيابكون) — село в Ірані, у дегестані Сардар-е-Джанґаль, у бахші Сардар-е-Джанґаль, шагрестані Фуман остану Ґілян. За даними перепису 2006 року, його населення становило 75 осіб, що проживали у складі 20 сімей.

## Клімат
Середня річна температура становить 7,99°C, середня максимальна – 24,08°C, а середня мінімальна – -9,04°C. Середня річна кількість опадів – 343 мм.
| Клімат поселення                              | Клімат поселення | Клімат поселення | Клімат поселення | Клімат поселення | Клімат поселення | Клімат поселення | Клімат поселення | Клімат поселення | Клімат поселення | Клімат поселення | Клімат поселення | Клімат поселення | Клімат поселення |
| Показник                                      | Січ.             | Лют.             | Бер.             | Квіт.            | Трав.            | Черв.            | Лип.             | Серп.            | Вер.             | Жовт.            | Лист.            | Груд.            |                  |
| Середній максимум, °C                         | 3,00             | 3,54             | 5,49             | 12,77            | 17,67            | 21,83            | 24,08            | 23,89            | 19,92            | 15,40            | 9,84             | 5,09             |                  |
| Середня температура, °C                       | −3,02            | −2,49            | −0,54            | 6,73             | 11,65            | 15,80            | 19,00            | 18,82            | 14,84            | 10,32            | 4,77             | 0,00             |                  |
| Середній мінімум, °C                          | −9,04            | −8,52            | −6,56            | 0,70             | 5,61             | 9,77             | 13,92            | 13,74            | 9,76             | 5,26             | −0,31            | −5,06            |                  |
| Норма опадів, мм                              | 29               | 33               | 52               | 54               | 41               | 14               | 11               | 9                | 14               | 27               | 26               | 33               |                  |
| Середньомісячна швидкість вітру, м/с          | 1.97             | 2.46             | 2.60             | 2.73             | 2.27             | 2.03             | 2.10             | 2.03             | 1.84             | 1.84             | 2.21             | 1.93             |                  |
| Середньомісячна сонячна радіація, кДж/м²·день | 7598             | 10074            | 12462            | 16508            | 20603            | 23733            | 23930            | 20974            | 17955            | 12783            | 9171             | 7208             |                  |
| --------------------------------------------- | ---------------- | ---------------- | ---------------- | ---------------- | ---------------- | ---------------- | ---------------- | ---------------- | ---------------- | ---------------- | ---------------- | ---------------- | ---------------- |
| Джерело:                                      |                  |                  |                  |                  |                  |                  |                  |                  |                  |                  |                  |                  |                  |